# Marc Amat
Marc Amat (Olesa de Montserrat, 1994) és músic, periodista i escriptor en llengua catalana.
En el camp musical, ha publicat l'EP Ara torno (2018) i el disc Fantàstic (2020), el seu debut amb un treball de llarga durada, produït per Dani Ferrer, teclista de Love of Lesbian. Tots dos treballs discogràfics han estat editats per Picap. Amb el disc Fantàstic, Marc Amat va ser finalista als Premis Enderrock 2021, en la categoria d'Artista Revelació per Votació Popular, amb Stay Homas i Berta Sala. En les fases prèvies, va rebre tres nominacions: Artista Revelació, Millor disc de cançó d'autor i Millor cançó de cançó d'autor.
En el camp de l'escriptura, és autor del llibre 23 dies de desembre (2019), una novel·la de Nou periodisme publicada per Angle Editorial. Amb aquesta obra, ha rebut el III Premi de Periodisme Literari, impulsat per la Universitat Autònoma de Barcelona. També és autor dels textos del llibre Descobrint Olesa i TGO DX: cent anys acompanyant-te, publicat per Edicions Paper d'Estrassa.
En el món del periodisme, col·labora regularment a l'Ara (diari). També ha estat guardonat amb el 33è Premi de Recerca Vila d’Olesa organitzat per l'Ajuntament d'Olesa de Montserrat i Kao Corporation, amb el treball Un segle de premsa local a Olesa de Montserrat (1879-1980).

## Discografia
- Plou (Senzill, 2015, autopublicat)[15]
- No n'hi ha per tant (Senzill, 2016, autopublicat)[16]
- Ara torno (EP, 2018, Picap)[17]
- Fantàstic (LP, 2020, Picap)[18]